# Maciej Dreszer
Maciej Dreszer (ur. 27 marca 1996 roku w Tarnowie) – polski kierowca wyścigowy. Zwycięzca pucharu TMG GT86 Cup organizowanego w ramach serii wyścigowej Veranstaltergemeinschaft Langstreckenpokal Nürburgring (VLN) na niemieckim torze Nürburgring w 2014 roku. Jest jednocześnie najmłodszym w historii kierowcą, który wygrał wyścig na Nürburgringu.

## Życiorys

### Kariera sportowa

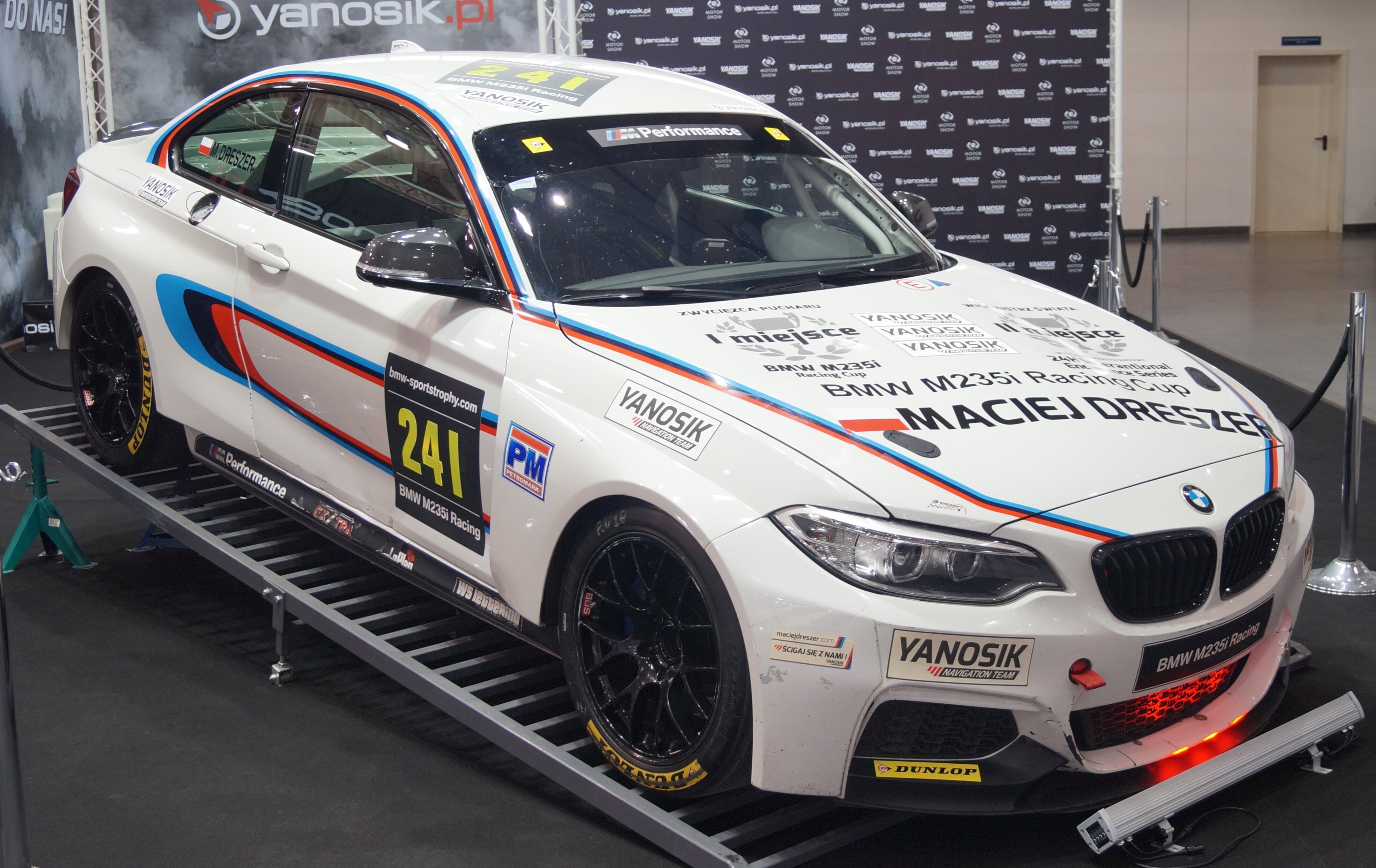
Samochód, w którym Maciej Dreszer zdobył mistrzostwo BMW M235i Racing Cup

Maciej Dreszer karierę wyścigową rozpoczął w 2012 roku – w dniu, w którym ukończył szesnaście lat, na torze w Poznaniu zdał egzamin na licencję kierowcy wyścigowego. Wkrótce potem odebrał samochód Kia Picanto, którym wystartował w Kia Lotos Race. Ten sezon zakończył na 12. pozycji. W 2013 roku głównym sponsorem Dreszera została Grupa Azoty, zaś głównym partnerem - Skok Ubezpieczenia. W kwietniu 2013 roku, jako najmłodszy zawodnik, wystartował w Volkswagen Castrol Cup, ponownie kończąc sezon na 12. pozycji. W 2014 roku został zaproszony przez niemiecki zespół Dörr Motorsport ścigający się m.in. w serii wyścigowej Veranstaltergemeinschaft Langstreckenpokal Nürburgring (VLN) na torze Nürburgring. Dreszer wystartował samochodem Toyota TMG GT86 CS-V3 w organizowanej przez Toyotę serii wyścigowej TMG GT86 Cup. Przeszedł do historii jako pierwszy Polak ścigający się na tym torze i zarazem najmłodszym kierowcą wyścigowym w historii toru Nürburgring – w dniu debiutu, podczas wyścigu 60. ADAC Westfalenfahrt, miał 18 lat i 2 dni. Dreszer zwyciężył w drugich zawodach cyklu VLN w sezonie 2014, 39. DMV 4-Stunden-Rennen, stając się najmłodszym zwycięzcą w historii tych wyścigów. W zawodach TMG GT86 Cup, liczących łącznie 10 eliminacji, wraz z partnerami Arne Hofmeisterem i Fabianem Wrabetzem, zajął pierwsze miejsce w klasyfikacji generalnej TMG GT86 Cup w sezonie 2014. Maciej Dreszer stał się w ten sposób pierwszym Polakiem, który wygrał sezon wyścigowy na Nurburgringu. W roku 2014 Dreszer został też zaproszony przez koncern Pirelli do udziału w odbywającym się w dniach 21-22 czerwca 2014 roku 24-godzinnym wyścigu ADAC Zurich 24h Rennen na torze Nürburgring - także w barwach zespołu Dörr Motorsport. Ścigał się samochodem Toyota TMG GT86 CS-V3 razem z Arne Hoffmeisterem, Florianem Wolfem i Fabianem Wrabetzem. Ponownie przeszedł do historii jako najmłodszy kierowca w historii tego wyścigu - w dniu startu miał 18 lat i 86 dni. Po trwających dobę zmaganiach zespół Dreszera zakończył rywalizację na piątym miejscu w klasie i 86. w klasyfikacji generalnej wszystkich klas wyścigowych w ramach ADAC Zurich 24h Rennen. W 2014 roku startował także w serii wyścigów górskich Fédération Internationale de l’Automobile CEZ Hill Climb Trophy (grupa N+2000) samochodem Mitsubishi Lancer EVO 8. W sześciu eliminacjach, rozgrywanych na trasach w całej Europie, pięciokrotnie stawał na podium i ostatecznie w klasyfikacji generalnej zdobył wicemistrzostwo Europy w swojej grupie.
W sezonie 2015 Maciej Dreszer startował samochodem BMW M235i Racing w cyklu wyścigów BMW M235i Racing Cup na torach Zolder, Spa-Francorchamps i Zandvoort. Jego zmienniczką była holenderska zawodniczka Stephane Kox, córka Petera Koxa, utytułowanego holenderskiego kierowcy wyścigowego, zwycięzcy w wyścigu Le Mans, mistrza serii ADAC GT Masters. Po siedmiu wyścigach Polak zwyciężył w klasyfikacji generalnej BMW M235i Racing Cup.
W sezonie 2017 Maciej Dreszer startuje w Nascar Whelen Euro Series, w samochodzie Chevrolet SS austriackiego zespołu DF1 Racing. Już w pierwszym wyścigu sezonu zwyciężył w kategorii juniorów i debiutantów (Rockie Cup) oraz stanął na podium w klasie Elite 2. To historyczne zwycięstwo i pierwsze podium Polaka w serii Nascar.

### Działalność społeczna
W czerwcu 2013 roku wziął udział w akcji "Znak 44", która potwierdziła, że rozpraszani reklamami ulicznymi kierowcy nie zwracają uwagi na znaki drogowe. W czerwcu 2014 roku ścigał się z tramwajem na ulicach Katowic w ramach zorganizowanej przez śląską policję akcji, której celem było sprawdzenie czy w godzinach szczytu lepszym rozwiązaniem jest komunikacja miejska czy własny samochód. Trasę po ulicach Katowic pierwszy pokonał tramwaj – był szybszy o trzy minuty od Dreszera w 280-konnym Volkswagenie Golfie.
W lipcu 2014 roku Dreszer został zaproszony do wzięcia udziału w imprezie zorganizowanej na warszawskiej Agrykoli z okazji 95. rocznicy powstania Policji. Był też gościem podczas "Dnia Niszczenia Złych Wspomnień” zorganizowanego przez Fundację „Sztuka Życia – Niepokonani” na sopockim molo. W wydarzeniu wzięło udział kilka tysięcy osób, z czego dużą część stanowiły osoby niepełnosprawne. Dreszer był wówczas współgospodarzem szkolenia dotyczącego bezpiecznego wsiadania do samochodu dla osób niepełnosprawnych i ich opiekunów. Został również jednym z bohaterów ilustrowanego poradnika dla dzieci przygotowanego przez firmę SKOK Ubezpieczenia „Bezpiecznie przez cały rok”, który uczy najmłodszych, jak ustrzec się przed najrozmaitszymi zagrożeniami na co dzień.
9 stycznia 2015 roku Maciej Dreszer wystartował w 24-godzinnym wyścigu Hankook 24H Dubai na torze Dubai Autodrome, otwierającym sezon wyścigów długodystansowych na świecie. Był to start charytatywny, stanowiący część XXIII Finału Wielkiej Orkiestry Świątecznej Pomocy. Dreszer ścigał się w belgijskim zespole Pit Lane samochodem Toyota TMG GT86 CS-V3 ozdobionym logiem Wielkiej Orkiestry Świątecznej Pomocy, a bezpośrednio po wyścigu wrócił do Polski i pojawił się w warszawskim studiu Wielkiej Orkiestry, by podczas Finału przekazać Jurkowi Owsiakowi przeznaczony na licytację kask, w którym ścigał się na torze w Dubaju, specjalnie ozdobiony na tę okazję logiem WOŚP. Podczas finału licytowane były także: kurs sportowej jazdy z Maciej Dreszerem na torze Jastrząb, a także wyjazd na wyścigowy weekend na torze Nurburgring i obserwacja z bliska jednego z wyścigu serii VLN.
W listopadzie 2016 roku Maciej Dreszer zaprezentował na krakowskim rynku tzw. "Race for White House". W prawyborach na prezydenta USA zorganizowanych w Krakowie zaproponował obu kandydatom finisz wyborczy swoim wyścigowym BMW. Figura woskowa Donalda Trumpa jako pierwsza na świecie stanęła w Polonia Wax Museum w Krakowie, a Hillary Clinton wysłała list z podziękowaniami za wsparcie.

## Wyniki sportowe
| Legenda oznaczeń w tabelach wyników Wyświetl szablon na nowej stronie | Legenda oznaczeń w tabelach wyników Wyświetl szablon na nowej stronie                                                                     |
| Oznaczenie                                                            | Wyjaśnienie |
| --------------------------------------------------------------------- | --- |
| Złoty                                                                 | Zwycięzca lub mistrzostwo |
| Srebrny                                                               | 2. miejsce lub wicemistrzostwo |
| Brązowy                                                               | 3. miejsce lub II wicemistrzostwo |
| Zielony                                                               | Ukończył, punktował (w klasyfikacji generalnej, gdy zdobył co najmniej jeden punkt na przestrzeni sezonu, poza trzema powyższymi opcjami) |
| Niebieski                                                             | Ukończył, nie punktował (w klasyfikacji generalnej, gdy nie zdobył co najmniej jednego punktu na przestrzeni sezonu)                      |
| Czerwony                                                              | Nie zakwalifikował się (NZ) |
| Czerwony                                                              | Nie prekwalifikował się (NPK) |
| Różowy                                                                | Nie ukończył (NU) |
| Różowy                                                                | Niesklasyfikowany (NS) (w klasyfikacji generalnej, gdy nie został sklasyfikowany w żadnym wyścigu sezonu)                                 |
| Czarny                                                                | Zdyskwalifikowany (DK) |
| Czarny                                                                | Wykluczony (WYK/EX) |
| Biały                                                                 | Nie wystartował (NW) |
| Biały                                                                 | Kontuzjowany (K/INJ) |
| Biały                                                                 | Wyścig odwołany (OD/C) |
| Bez koloru                                                            | Został wycofany (WYC/WD) |
| Bez koloru                                                            | Nie przybył (NP/DNA) |
| Bez koloru                                                            | Nie brał udziału w treningach (NT/DNP) |
| Bez koloru                                                            | Nie został zgłoszony (–) |
| Pogrubienie                                                           | Start z pole position |
| Kursywa                                                               | Najszybsze okrążenie wyścigu |
| †                                                                     | Nie ukończył, ale jego rezultat został zaliczony ze względu na przejechanie więcej niż 90% dystansu wyścigu.                              |
| *                                                                     | Sezon w trakcie |
| 1/2/3                                                                 | Punktowana pozycja w sprincie kwalifikacyjnym                                                                                             |
| Lista systemów punktacji Formuły 1                                    | |

### NASCAR Whelen Euro Series Elite Division 2
| Sezon | Zespół     | Wyniki w poszczególnych eliminacjach | Wyniki w poszczególnych eliminacjach | Wyniki w poszczególnych eliminacjach | Wyniki w poszczególnych eliminacjach | Wyniki w poszczególnych eliminacjach | Wyniki w poszczególnych eliminacjach | Wyniki w poszczególnych eliminacjach | Wyniki w poszczególnych eliminacjach | Wyniki w poszczególnych eliminacjach | Wyniki w poszczególnych eliminacjach | Wyniki w poszczególnych eliminacjach | Wyniki w poszczególnych eliminacjach | Pozycja |
| ----- | ---------- | ------------------------------------ | ------------------------------------ | ------------------------------------ | ------------------------------------ | ------------------------------------ | ------------------------------------ | ------------------------------------ | ------------------------------------ | ------------------------------------ | ------------------------------------ | ------------------------------------ | ------------------------------------ | ------- |
| 2017  | DF1 Racing | Circuit Ricardo Tormo                | Circuit Ricardo Tormo                | Brands Hatch                         | Brands Hatch                         | Venray                               | Venray                               | Hockenheimring                       | Hockenheimring                       | Franciacorta                         | Franciacorta                         | Circuit Zolder                       | Circuit Zolder                       |         |
| 2017  | DF1 Racing | 3                                    | 3                                    |                                      |                                      |                                      |                                      |                                      |                                      |                                      |                                      |                                      |                                      |         |

### BMW M235i Racing Cup
| Sezon | Zespół             | Wyniki w poszczególnych eliminacjach | Wyniki w poszczególnych eliminacjach | Wyniki w poszczególnych eliminacjach | Wyniki w poszczególnych eliminacjach | Wyniki w poszczególnych eliminacjach | Wyniki w poszczególnych eliminacjach | Wyniki w poszczególnych eliminacjach | Pozycja |
| ----- | ------------------ | ------------------------------------ | ------------------------------------ | ------------------------------------ | ------------------------------------ | ------------------------------------ | ------------------------------------ | ------------------------------------ | ------- |
| 2015  | Dreszer Motorsport | Trophée des Fagnes                   | New Race Festival                    | Benelux Open Races                   | Syntix Superprix                     | 24H Zolder                           | Spa-Francorchamps Racing Festival    | Race Promotion Night                 | 1       |
| 2015  | Dreszer Motorsport | 2                                    | 2                                    | 3                                    | 4                                    | 1                                    | 1                                    | 2                                    | 1       |

### 24H Series International Endurance Series
| Sezon | Zespół                                           | Wyniki w poszczególnych eliminacjach (pozycja w klasie) | Wyniki w poszczególnych eliminacjach (pozycja w klasie) | Wyniki w poszczególnych eliminacjach (pozycja w klasie) | Wyniki w poszczególnych eliminacjach (pozycja w klasie) | Wyniki w poszczególnych eliminacjach (pozycja w klasie) | Wyniki w poszczególnych eliminacjach (pozycja w klasie) | Pozycja |
| ----- | ------------------------------------------------ | ------------------------------------------------------- | ------------------------------------------------------- | ------------------------------------------------------- | ------------------------------------------------------- | ------------------------------------------------------- | ------------------------------------------------------- | ------- |
| 2015  | Pit Lane Securtal Sorg Rennsport Bonk Motorsport | Hankook 24H Dubai                                       | Hankook 12H Italy                                       | Hankook 12H Zandvoort                                   | Hankook 24H Circuit Paul Ricard                         | Hankook 24H Barcelona                                   | Hankook 12H Brno                                        | 2       |
| 2015  | Pit Lane Securtal Sorg Rennsport Bonk Motorsport | 13                                                      | 2                                                       | 4                                                       | 3                                                       | NU                                                      | 3                                                       | 2       |

### ADAC Zurich 24h Rennen
| Sezon | Zespół          | Miejsce na mecie | Miejsce w klasie wyścigowej V3 |
| ----- | --------------- | ---------------- | ------------------------------ |
| 2014  | Dörr Motorsport | 86               | 5                              |

### FIA CEZ Hill Climb Trophy (grupa N+2000)
| Sezon | Zespół                    | Wyniki w poszczególnych eliminacjach | Wyniki w poszczególnych eliminacjach | Wyniki w poszczególnych eliminacjach | Wyniki w poszczególnych eliminacjach | Wyniki w poszczególnych eliminacjach | Wyniki w poszczególnych eliminacjach | Pozycja |
| ----- | ------------------------- | ------------------------------------ | ------------------------------------ | ------------------------------------ | ------------------------------------ | ------------------------------------ | ------------------------------------ | ------- |
| 2014  | Race National Team Poland | Polska                               | Austria                              | Serbia                               | Słowacja                             | Słowenia                             | Bośnia i Hercegowina                 | 2       |
| 2014  | Race National Team Poland | 2                                    | 4                                    | 1                                    | 2                                    | 3                                    | 2                                    | 2       |

### Toyota TMG GT86 Cup
| Sezon | Zespół                          | Wyniki w poszczególnych eliminacjach | Wyniki w poszczególnych eliminacjach | Wyniki w poszczególnych eliminacjach | Wyniki w poszczególnych eliminacjach | Wyniki w poszczególnych eliminacjach   | Wyniki w poszczególnych eliminacjach | Wyniki w poszczególnych eliminacjach | Wyniki w poszczególnych eliminacjach | Wyniki w poszczególnych eliminacjach | Pozycja |
| ----- | ------------------------------- | ------------------------------------ | ------------------------------------ | ------------------------------------ | ------------------------------------ | -------------------------------------- | ------------------------------------ | ------------------------------------ | ------------------------------------ | ------------------------------------ | ------- |
| 2014  | Dörr Motorsport samochód nr 534 | 60. ADAC Westfalen fahrt             | 39. DMV 4-Stunden- Rennen            | 56. ADAC ACAS H&R-Cup                | 45. Adenauer ADAC Simfy Trophy       | 54. ADAC Reinoldus- Langstreckenrennen | 37. RCM DMV Grenzland rennen         | Opel 6h ADAC Ruhr-Pokal- Rennen      | ROWE DMV 250-Meilen- Rennen          | 39. DMV Münsterland pokal            | 1       |
| 2014  | Dörr Motorsport samochód nr 534 | 4                                    | 1                                    | NU                                   | 6                                    | 1                                      | 2                                    | 1                                    | 2                                    | 1                                    | 1       |

### Volkswagen Castrol Cup
| Sezon | Wyniki w poszczególnych eliminacjach | Wyniki w poszczególnych eliminacjach | Wyniki w poszczególnych eliminacjach | Wyniki w poszczególnych eliminacjach | Wyniki w poszczególnych eliminacjach | Wyniki w poszczególnych eliminacjach | Wyniki w poszczególnych eliminacjach | Wyniki w poszczególnych eliminacjach | Wyniki w poszczególnych eliminacjach | Wyniki w poszczególnych eliminacjach | Wyniki w poszczególnych eliminacjach | Wyniki w poszczególnych eliminacjach | Wyniki w poszczególnych eliminacjach | Wyniki w poszczególnych eliminacjach | Punkty | Pozycja |
| ----- | ------------------------------------ | ------------------------------------ | ------------------------------------ | ------------------------------------ | ------------------------------------ | ------------------------------------ | ------------------------------------ | ------------------------------------ | ------------------------------------ | ------------------------------------ | ------------------------------------ | ------------------------------------ | ------------------------------------ | ------------------------------------ | ------ | ------- |
| 2013  | POZ                                  | POZ                                  | SVK                                  | SVK                                  | CZE                                  | CZE                                  | POZ                                  | POZ                                  | AUT                                  | AUT                                  | HUN                                  | HUN                                  | POZ                                  | POZ                                  | 197    | 12      |
| 2013  | 14                                   | 9                                    | 15                                   | 15                                   | NU                                   | 17                                   | 18                                   | 13                                   | 13                                   | 9                                    | 19                                   | 12                                   | 18                                   | 10                                   | 197    | 12      |